# 13,5-дюймовая морская пушка Mark V
13,5-дюймовая морская пушка Mk V — английское корабельное орудие калибра 13 с половиной дюймов (343 мм). Орудие было разработано в 1910 г. фирмой «Армстронг-Уитворт». 13,5" орудиями типа Mark V (по 10 орудий в пяти двухорудийных башнях у каждого) были вооружены 12 линейных кораблей типов «Орион», «Кинг Джордж V», «Айрон Дюк», а также (по 8 орудий в 4 двухорудийных башнях) линейные крейсеры «Лайон», «Принцесс Ройял», «Куин Мэри» и «Тайгер».
В годы Второй Мировой войны три орудия данного типа были установлены на железнодорожные транспортеры.

## Конструкция орудия
Канал ствола орудия имел длину 45 калибров (на 5 калибров меньше по сравнению с 305-мм. орудием Mark XI образца 1905 г.) или 15 435 мм, длину нарезной части — 12 943 мм. Общая длина орудия с затвором составляла 15 898 мм, ствол орудия весил 76 тонн.
В боекомплект орудий входили снаряды весом 657-574 кг (легкие) и 635-640 кг (тяжёлые), бронебойные, фугасные, осколочно-фугасные и шрапнельные. Вес заряда нитроглицерино-пироксилинового бездымного пороха к снарядам был равен, соответственно, 132,9 кг и 134,7 кг. Начальная скорость снаряда у дульного среза составляла 824 м/с. Каналы орудий после каждого выстрела продувались свежим воздухом с углекислотой. Наведение орудия по вертикали осуществлялось с помощью подъёма качающейся части ствола на цапфах, по горизонтали — вращением всей башни относительно вертикальной оси с помощью механизмов горизонтального наведения. Углы наводки задавались наводчику артиллерийским офицером с поста управления огнём.